# Bài ca dành tặng Latasha
Bài ca dành tặng Latasha (tên gốc tiếng Anh: A Love Song for Latasha) là phim ngắn tài liệu tiểu sử của Mỹ năm 2019 của đạo diễn Sophia Nahli Allison. Lấy từ hồi ức từ người em họ và cũng là người bạn thân nhất của chủ thể, tác phẩm tái hiện lại cuộc đời của Latasha Harlins, một cô gái da màu ở Los Angeles bị chủ một cửa hàng tiện lợi bắn chết vào năm 1991. Phim được đề cử giải Oscar cho Phim tài liệu ngắn hay nhất tại Giải Oscar lần thứ 93.

## Nội dung
Latasha Harlins là một cô gái da màu bị chủ cửa hàng tiện lợi ở Los Angeles năm 1991 bắn chết, sự kiện này đã thúc đẩy một cuộc nổi dậy vào năm 1992. Bộ phim tái hiện câu chuyện của Harlins qua những kỷ niệm thân thiết được chia sẻ bởi người em họ Shinese Harlins và người bạn thân Tybie O'Bard. Tác phẩn tập trung vào cách cô gái trải nghiệm xã hội và khắc họa những ước mơ và hy vọng mà của nhân vật thay vì tập trung vào cái chết của cô.

## Sản xuất

### Phát triển
Allison đã dành hai năm để thực hiện Bài ca dành tặng Latasha dưới vai trò đạo diễn, quay phim, dựng phim và sản xuất. Ban đầu cô giới thiệu kế hoạch thực hiện dự án cho tổ chức tài liệu mà cô đang làm việc nhân dịp kỷ niệm 25 năm ngày mất của Latasha Harlins năm 1991 cùng cuộc nổi dậy năm 1992. Allison muốn tạo ra một tác phẩm khôi phục lại ký ức về cuộc sống và cái chết của Harlins. Nhưng sự thờ ơ của tổ chức về ý nghĩa của chủ đề này đã thúc đẩy Allison nhận ra rằng "Tôi không thể làm việc trong các tổ chức không nhìn ra tầm quan trọng trong sự tồn tại của tôi. Nếu họ không nhìn ra sự tồn tại của những phụ nữ và trẻ em gái da màu khác thì họ cũng không có quyền làm việc với tôi." Thay vào đó, cô bắt đầu làm việc với những người bạn của Harlins, phát triển và miêu tả thời thơ ấu của họ và South Central Los Angeles. Alice Walker và Saidiya Hartman là những người có ảnh hưởng trong cách tiếp cận của Allison trong việc sáng tạo những cảnh quay lưu trữ khi các video gia đình hoặc các cảnh lưu trữ thực tế khác về Harlins bị thiếu.

### Quay phim
Vào thời điểm đó, cảnh quay camera an ninh về cái chết của Harlins đã được phát sóng rộng rãi trên các bản tin truyền hình, nhưng Allison không đưa cảnh quay này vào tác phẩm. Thay vào đó, như cây viết Jude Dry đã viết trên IndieWire, tác phẩm dài 19 phút đã "bùng nổ với những vỉa hè ngập nắng và sân bóng rổ mờ nhạt, phần hoạt hình với những đường nét sắc gọn cùng những cô gái da màu rạng rỡ và duyên dáng như những nữ hoàng trẻ tuổi." Ngày xảy ra vụ nổ súng được miêu tả bằng hoạt hình, xen kẽ với các cảnh băng VHS để tạo cảm giác hồi tưởng.

## Phát hành
Bài ca dành tặng Latasha được công chiếu ra mắt tại Liên hoan phim Tribeca và được trình chiếu tại Liên hoan phim Sundance 2020. Ava DuVernay đã phát sóng phim tài liệu này trong dự án Array 360, và tác phẩm sau đó đã được Netflix mua bản quyền. Phim được phát hành trên Netflix vào ngày 21 tháng 9 năm 2020.

## Đón nhận

### Đánh giá chuyên môn
Đoạn phim tài liệu ngắn đã nhận được những đánh giá tích cực. Trên IndieWire, Dry gọi tác phẩm là một "đề tài táo bạo và giàu trí tưởng tượng" và đồng thời là "một ứng cử viên nặng ký cho các giải thưởng". Trên tờ Esquire, Gabrielle Bruney gọi Bài ca dành tặng Latasha là một "bức chân dung đầy cảm động". Còn trên TheGrio, cây viết Cortney Wills mô tả phim ngắn này là "một tác phẩm đầy mê hoặc với cách kể chuyện đầy độc đáo."

### Giải thưởng
| Giải thưởng                 | Hạng mục                                           | Đề cử                    | Kết quả   | Nguồn  |
| --------------------------- | -------------------------------------------------- | ------------------------ | --------- | ------ |
| Giải Oscar lần thứ 93       | Phim tài liệu ngắn hay nhất                        | Bài ca dành tặng Latasha | Đề cử     | [ 11 ] |
| AFI Fest 2020               | Giải ban giám khảo cho phim tài liệu ngắn hay nhất | Bài ca dành tặng Latasha | Đoạt giải | [ 12 ] |
| Giải Cinema Eye Honors 2021 | Thành tựu đột phá trong làm phim ngắn phi hư cấu   | Bài ca dành tặng Latasha | Đoạt giải | [ 8 ]  |